# Torben
Torben er et dansk drengenavn. Navnet er en dansk-tysk variant af det nordiske Torbjørn og findes også i varianten Thorben. Ifølge Danmarks Statistik var der pr. 1. januar 2015 lidt over 21.000 danskere med et af disse navne.

## Kendte personer med navnet
- Torben M. Andersen, dansk økonom og tidligere overvismand.
- Torben Bille, dansk musikanmelder og forfatter.
- Torben Bille, dansk skuespiller.
- Torben Hundahl, dansk skuespiller.
- Torben Jensen, dansk skuespiller.
- Torben Jetsmark, dansk skuespiller.
- Torben Krogh, dansk journalist og chefredaktør.
- Torben Lendager, dansk musiker i Walkers.
- Torben Lund, dansk politiker.
- Torben Nielsen, dansk forfatter.
- Torben Piechnik, dansk fodboldspiller.
- Torben Rechendorff, dansk politiker.
- Torben Sekov, dansk tegnefilmsdubber og speaker.
- Torben Steno, dansk journalist, musiker og tv-personlighed.
- Torben Ulrich, dansk tennisspiller og jazzmusiker.
- Torben Zeller, dansk skuespiller.